# Ignazio Giovanni Cadolini
Ignazio Giovanni Cadolini (* 4. November 1794 in Cremona; † 11. April 1850 in Ferrara) war ein römisch-katholischer Geistlicher, Erzbischof und Kardinal.

## Leben
Cadolini begann sein juristisches Studium in Bologna, wo ihn der Apostolische Delegat Giacomo  Giustiniani kennenlernte, der ihn 1815 als Sekretär nach Rom mitnahm. An der Sapienza schloss er am 9. Januar 1817 seine Studien mit der Laurea ab und folgte dem zum Apostolischen Nuntius in Madrid ernannten Giustiniani nach Spanien. Dort nahm er die Funktion eines Auditors der Nuntiatur wahr und empfing am 31. Mai 1818 die Priesterweihe.
1826 zum Bischof von Cervia ernannt, blieb Cadolini bis zum 17. Mai 1827 in Madrid, bis der Nachfolger Giustinianis eintraf. Nach der Ankunft in Italien übernahm Cadolini die Leitung seines Bistums. Von 1831 bis 1832 war er Bischof von Foligno, behielt aber die Verwaltung von Cervia bei. 1832 löste er Giovanni Maria Mastai-Ferretti, den späteren Papst Pius IX., als Erzbischof von Spoleto ab, verwaltete zugleich Foligno weiter bis zum 30. September 1834. 1838 wurde er zum Sekretär der Congregatio de Propaganda Fide berufen und erhielt den Titel Titularerzbischof von Edessa in Osrhoëne.
Papst Gregor XVI. erhob ihn im Konsistorium vom 27. Januar 1843 zum Kardinal, am 30. Januar 1843 wurde Cadolino zum Erzbischof von Ferrara ernannt und als Kardinalpriester mit der Titelkirche Santa Susanna in das Kardinalskollegium aufgenommen. An dem Konklave im Jahr 1846, das Papst Pius IX. wählte, nahm Cadolini nicht teil.